# Straßenbahn Kairo
Die Straßenbahn Kairo war neben der Straßenbahn Alexandria eines von lange zwei in Ägypten betriebenen Straßenbahnsystemen. Das meterspurige Netz wurde zuletzt von 9 Linien bedient und umfasst eine Länge von etwa 30 Kilometern. Seit 1991 betrieb es die Cairo Transport Authority in Kairo und auch dem Stadtteil Heliopolis. Zuvor bestand eine selbständige Heliopolis-Gesellschaft. Gegen Ende der 2010er Jahre wurde das Restnetz eingestellt.

## Geschichte

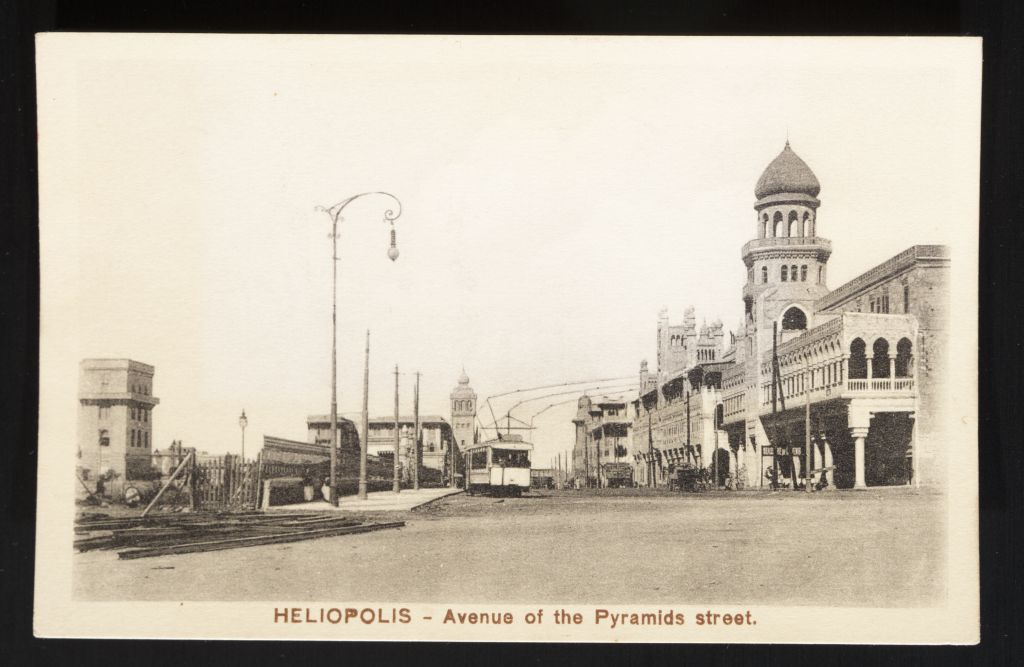
Straßenbahn in Heliopolis in den ersten Betriebsjahren

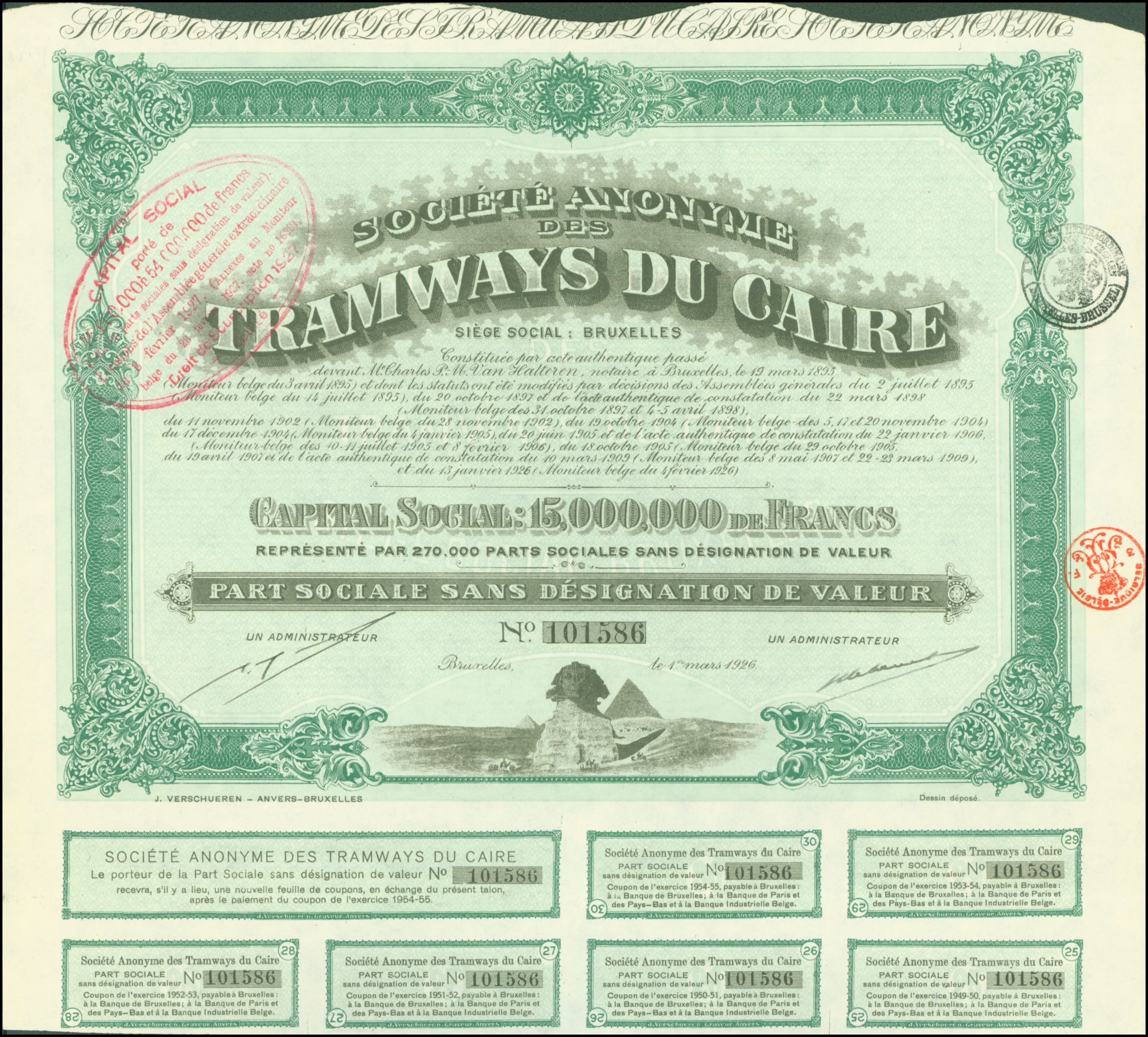
Part Sociale der S. A. des Tramways du Caire vom 1. März 1926

Am 12. August 1896 wurde in Kairo die erste Straßenbahnstrecke eröffnet. Das Netz wurde gebaut und zunächst betrieben von dem belgischen Unternehmen SA des Tramways du Caire. Das Streckennetz wuchs schnell. Bereits 1917 gab es 22 Linien in Kairo – einige überquerten den Nil und verbanden Kairo so mit seiner Nachbarstadt Gizeh. Die Geschichte der Stadt Heliopolis ist untrennbar mit der Straßenbahn verknüpft. 1906 gründete der belgische Baron Édouard Empain die Chemins de fer électriques du Caire et des oasis d'Héliopolis, die günstig 25 Quadratkilometer Land in der Wüste nordöstlich von Kairo kaufte. Mit Baubeginn 1906/1907 erbaute die Gesellschaft die neue Stadt Heliopolis. Die Straßenbahn in Heliopolis wurde am 5. September 1908 eröffnet und bis 1992 von der gleichen Gesellschaft betrieben.
Nach der Eröffnung der Metro am 27. September 1987 wurde der größte Teil des schon zuvor stark geschrumpften Straßenbahnnetzes in Kairo stillgelegt und mit Ausnahme der Verbindung in den Vorort Heliopolis vollständig abgerissen.
In Kairo verblieb die kreuzungsfreie Schnellstraßenbahn-Strecke vom Hauptbahnhof parallel zur U-Bahn Richtung Nordosten und über eine Trasse bis Heliopolis. Daran schloss sich ein umfangreiches und weitverzweigtes Netz in Heliopolis an, welches mit Anschlussstrecken nach Schubra al-Chaima im Nordosten und Nasser City im Südosten führte. Auch im südlichen Helwan gab es noch ein kleines Inselnetz.
Die Fahrzeuge und Gleisanlagen waren zuletzt in schlechtem Zustand. Die Fahrgeschwindigkeit war deshalb stark eingeschränkt und gegenüber dem Straßenverkehr nicht konkurrenzfähig. Fahr- und Liniennetzpläne waren nicht vorhanden. Die Straßenbahn war mit einem Fahrpreis von 1 £E das günstigste Verkehrsmittel im Großraum Kairo. Die Auslastung der Fahrzeuge war allerdings im Vergleich zu den Bussen und U-Bahnen eher gering. Auf der Expressverbindung zwischen Kairo und Heliopolis wurden Dreiwagenzüge eingesetzt, in Heliopolis Zweiwagenzüge.
Das Netz in Helwan wurde im Rahmen der Revolution 2011 eingestellt. Das Netz im Raum Heliopolis wurde gegen 2014 eingestellt. Es sollte mit internationalen Geldmitteln 2018 wieder instand gesetzt werden, letztendlich wurde aber aufgrund von Straßeninfrastrukturausbau ca. 2019 die Gleisanlagen größtenteils entfernt.

## Planungen
2013 wurde bekannt gegeben, dass eine moderne Straßenbahnstrecke vom Hauptbahnhof über Nasser City nach New Cairo gebaut werden soll. Die neue Straßenbahn sollte eine Kapazität von 30 000 Fahrgästen pro Tag besitzen.

## Madinaty Mall Tram
Seit dem 18. Februar 2022 verkehrt in einem Freiluft-Einkaufszentrum östlich von Kairo, der Open Air Mall Madinaty, eine meterspurige Straßenbahn, Madinaty Mall Tram genannt. Die oberleitungsfreie Strecke ist ein 1,7 Kilometer langer, eingleisiger Ring mit neun Haltestellen. Severn Lamb, ein britischer Hersteller leichter Nahverkehrs-, Freizeit- und Resortfahrzeuge, lieferte vier als Decksitzwagen ausgeführte Akkumulatortriebwagen.